# Vanderhorstia macropteryx
Vanderhorstia macropteryx är en fiskart som först beskrevs av Franz, 1910.  Vanderhorstia macropteryx ingår i släktet Vanderhorstia och familjen smörbultsfiskar. Inga underarter finns listade i Catalogue of Life.